# ابن فرانكنشتاين (فلم 1939)
ابن فرانكنشتاين (بالإنجليزية: Son of Frankenstein) هو فيلم أمريكي خيالي من أفلام الرعب، عرض عام 1939 هو الفيلم الثالث من سلسلة أفلام فرانكنشتاين من إنتاج شركة يونيفرسال ستوديوز وتمثيل بازل راثبون .

## انظر ايضاً
- شبح فرانكشتاين
- فرانكشتاين الصغير

## روابط خارجية
- ابن فرانكشتاين على موقع IMDb (الإنجليزية)
- ابن فرانكشتاين على موقع الموسوعة البريطانية (الإنجليزية)
- ابن فرانكشتاين على موقع روتن توميتوز (الإنجليزية)
- ابن فرانكشتاين على موقع نتفليكس (الإنجليزية)
- ابن فرانكشتاين على موقع ألو سيني (الفرنسية)
- ابن فرانكشتاين على موقع Turner Classic Movies (الإنجليزية)
- ابن فرانكشتاين على موقع أول موفي (الإنجليزية)
- ابن فرانكشتاين على موقع بوكس أوفيس موجو (الإنجليزية)
- ابن فرانكشتاين على موقع فيلمافينيتي (الإسبانية)
- ابن فرانكشتاين على موقع قاعدة بيانات الأفلام السويدية (السويدية)